# Jérôme Mombris
Jérôme Mombris (* 27. November 1987 in Saint-Brieuc) ist ein französischer Fußballspieler.

## Karriere
Mombris begann seine Karriere bei einem lokalen Verein in seiner Heimatstadt Saint-Brieuc. Von dort aus wechselte er für ein Jahr nach Pontivy, ehe er 2005 in die Reservemannschaft des Stade Brest aufgenommen wurde. Allerdings schaffte er den angestrebten Sprung in die erste Mannschaft nicht und entschied sich 2008 dementsprechend für einen Wechsel zum Viertligisten Stade Plabennec. Bei Plabennec avancierte er zum Stammspieler und erreichte 2009 den Aufstieg in die dritte Liga. 2011 unterschrieb er beim Viertligisten US Avranches, wo er ebenfalls zu den Leistungsträgern gehörte. Dies verhalf ihm 2012 zu einem Angebot des Zweitligisten Le Havre AC, der ihn unter Vertrag nahm. Zwar lief er dort vor allem für die zweite Mannschaft auf, konnte aber am 8. Februar 2013 beim 1:2 beim AS Monaco sein Profidebüt feiern. Nach zunächst sporadischen Einsätzen schaffte er während der Saison 2013/14 den Durchbruch und avancierte zum Stammspieler.